# Top Glove
TOP Glove Corporation Berhad ist ein mittelständisches malaysisches Unternehmen, das Handschuhe aus Kautschuk herstellt. Es gehört zu den drei größten Handschuhherstellern der Welt. Die Produktpalette umfasst neben Einmaluntersuchungshandschuhen als Latex, Nitril und Vinyl auch sterile Operationshandschuhe, Haushaltshandschuhe sowie diverse Sonderprodukte.
Top Glove ist ein börsennotiertes Unternehmen (Bursa Malaysia).
Neben 47 Fabriken in Malaysia, China, Thailand und Vietnam mit 16.000 Beschäftigten betreibt das Unternehmen auch Niederlassungen in den USA und Deutschland (Duisburg). Mit einer Gesamtanzahl von 338 Produktionslinien verfügt das Unternehmen über eine Gesamtproduktionskapazität von rund 29 Milliarden Handschuhen pro Jahr.
Das Unternehmen exportiert in mehr als 180 Länder und erfüllt Qualitätsstandards aus Europa, den USA, Australien, Deutschland und Frankreich.

## Zwangsarbeitsvorwürfe
2021 wurde von den US-Zollbehörden eine Beschlagnahme der Produkte von Top Glove angeordnet. Grund waren laut den US-Behörden Hinweise auf Zwangsarbeit bei der Produktion des Unternehmens.